# Spring Valley Village
Spring Valley Village város az USA Texas államában, Harris megyében. Lakosainak száma 4229 fő (2020. április 1.).

## Népesség
A település népességének változása:

| 2010 | 3 715 |
| 2020 | 4 229 |